# Protestantyzm na Jamajce

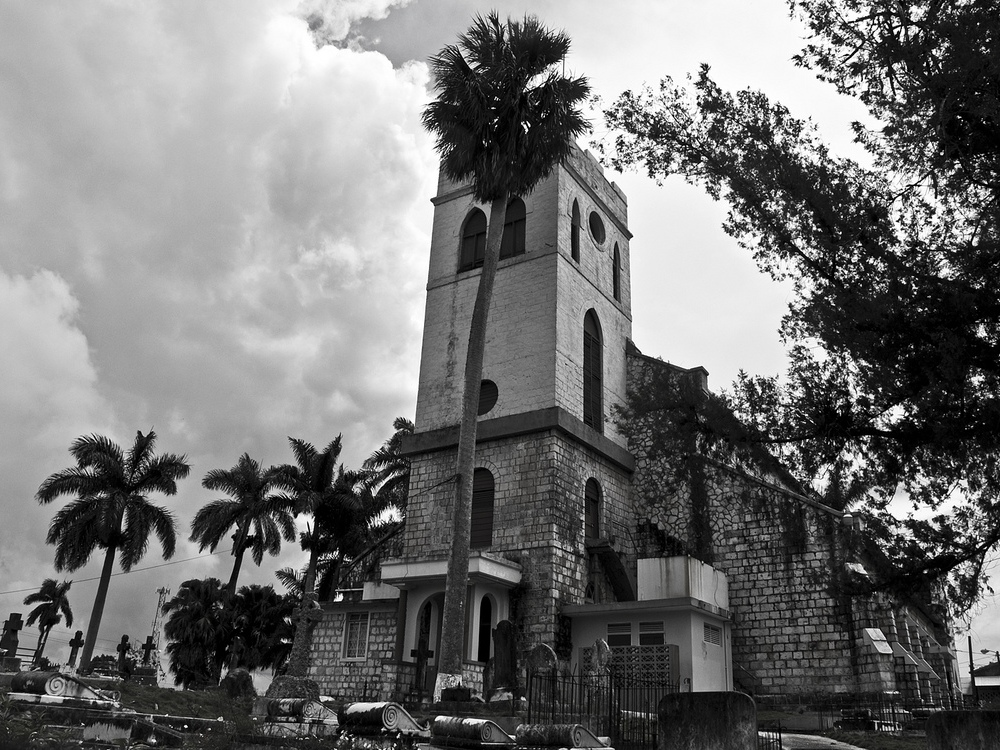
Kościół anglikański w Mandeville. Założony w 1816.

Protestantyzm na Jamajce – społeczność Kościołów protestanckich na Jamajce obejmuje ponad połowę populacji. Na wyspie mieszka około 1,5 mln wyznawców. W skład protestantyzmu na Jamajce wchodzą głównie: zielonoświątkowcy (23%), adwentyści dnia siódmego (12%), baptyści (7%), anglikanie, uświęceniowcy i metodyści.

## Historia
Kościół anglikański rozpoczął pracę misyjną na Jamajce w XVII wieku. Pierwsze anglikańskie biskupstwo na Karaibach powstało na Jamajce i Barbadosie w 1824 roku. Od 1883 roku Diecezja Jamajki jest częścią autonomicznego Kościoła z Prowincji Indii Zachodnich.
Protestancką pracę misyjną na Jamajce w 1671 roku rozpoczęli kwakrzy. Bracia morawscy i metodyści i wiele innych przybyli na Jamajkę w XVIII wieku. Pierwszym misjonarzem baptystycznym Zachodnich Indii był George Lisle, który był uwolnionym niewolnikiem z Wirginii. Lisle przybył do stolicy Kingston w 1783 roku. Brytyjscy baptyści przybyli na wyspę w 1813 roku, ale miejscowy kościół został całkowicie niezależny. Kościół Metodystyczny został zapoczątkowany na Jamajce w 1789 roku.
26 maja 1893 przybyli na Jamajkę pierwsi misjonarze adwentystów dnia siódmego. Do końca XIX wieku założyli 6 zorganizowanych kościołów i mieli 502 członków.
Społeczność Kościołów zielonoświątkowych jest obecnie największym ruchem religijnym na Jamajce obejmującym w 2010 r. – 434 tys. wyznawców. Razem z ruchem charyzmatycznym obejmuje 565 tys. mieszkańców. Pierwszą misję zielonoświątkową zapoczątkował Kościół Boży (Cleveland) z USA w 1917 roku. Z niego narodził się największy obecnie kościół zielonoświątkowy na Jamajce – Nowotestamentowy Kościół Boży. Drugi pod względem wielkości kościół pentekostalny – Kościół Bożych Proroctw został zasadzony w 1923 roku.
Revival Zion był pierwszym lokalnym kościołem założonym na Jamajce. Wyłonił się w 1783 roku z Native Baptist Church i szybko rozprzestrzenił się w czasie wielkiego chrześcijańskiego przebudzenia w 1861/62. Ma synkretyczny charakter, ale uważany jest część ruchu charyzmatycznego. Większość z rdzennych kościołów Jamajki powstało po II wojnie światowej i mają nieduże rozmiary. Największym z nich jest Nowotestamentowy Kościół Chrystusa Odkupiciela.

## Statystyki

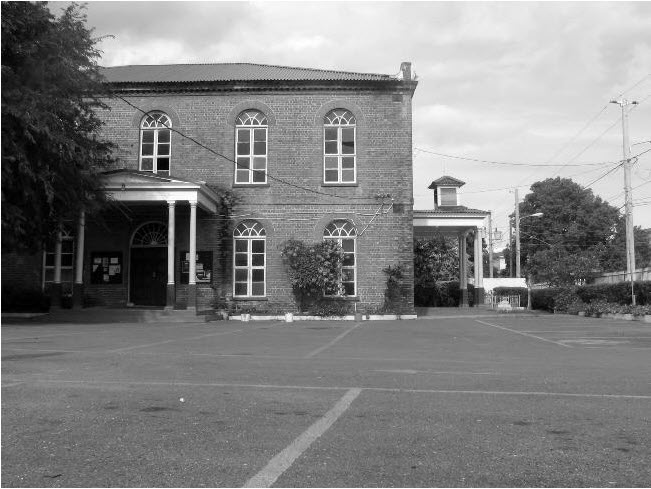
Kościół Baptystyczny Phillippo w Spanish Town.

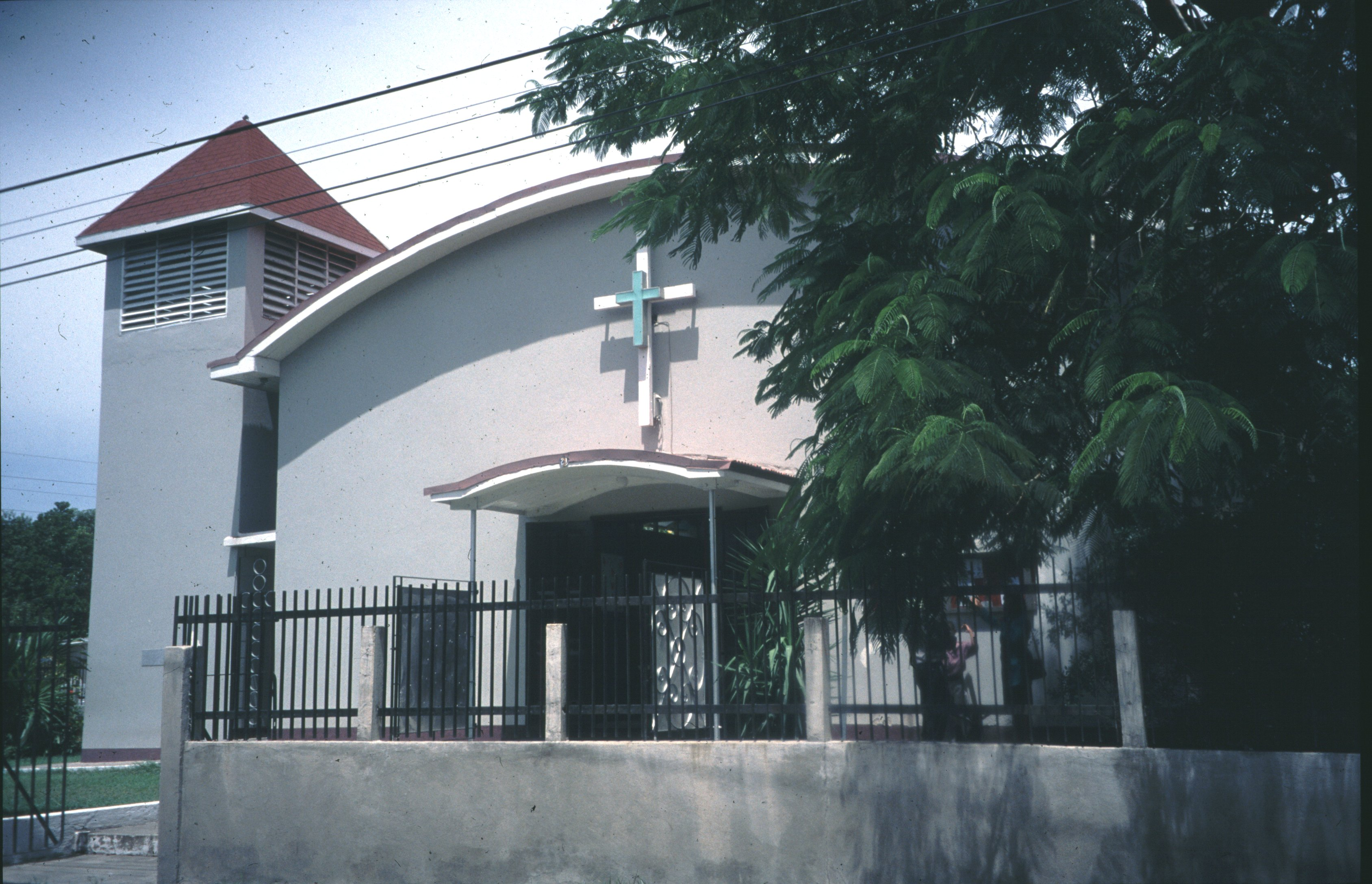
Morawski Kościół Trójcy w Kingston.

Statystyki na 2010 rok, według Operation World kiedy ludność Jamajki wynosiła 2,73 mln:
| Kościoły                                       | Liczba wiernych | Procent ludności |
| ---------------------------------------------- | --------------- | ---------------- |
| Kościół Adwentystów Dnia Siódmego              | 265 tys.        | 9,7%             |
| Nowotestamentowy Kościół Boży                  | 165 tys.        | 6,0%             |
| Unia Baptystyczna Jamajki                      | 108 680         | 4,0%             |
| Kościół Anglikański                            | 100 tys.        | 3,7%             |
| Kościół Bożych Proroctw                        | 70 tys.         | 2,6%             |
| Nowotestamentowy Kościół Chrystusa Odkupiciela | 69 930          | 2,6%             |
| Kościół Boży (Anderson)                        | 50 tys.         | 1,8%             |
| Kościół Zjednoczony (kalwini)                  | 47 tys.         | 1,7%             |
| Kościół Metodystyczny                          | 44 tys.         | 1,6%             |
| Zjednoczony Kościół Zielonoświątkowy           | 39 tys.         | 1,4%             |
| Revival Zion                                   | 30 625          | 1,1%             |
| Kościół Apostolski                             | 27 270          | 1,0%             |
| Bracia morawscy                                | 25 tys.         | 0,9%             |